# Hercus fontinalis
Hercus fontinalis är en stekelart som först beskrevs av Holmgren 1857.  Hercus fontinalis ingår i släktet Hercus och familjen brokparasitsteklar. Arten är reproducerande i Sverige.

## Underarter
Arten delas in i följande underarter:
- H. f. pleuralis
- H. f. flavens